# Cartucho intermediário

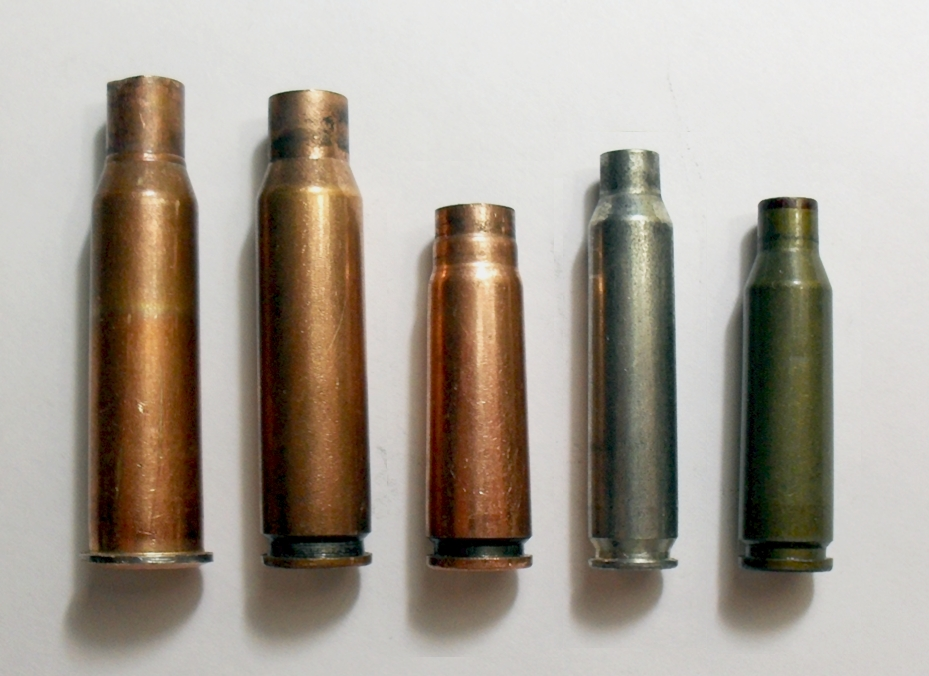
Estojos para cartuchos de rifles de serviço - da esquerda para a direita
Cartuchos de alta potência:
7,62×54mmR
7,62×51mm NATO
Cartuchos intermediários:
7,62×39mm
5,56×45mm NATO
5,45x39mm.

Um cartucho intermediário é um cartucho de rifle/carabina que é mais curto que os cartuchos de fuzis de combate de potência total típicos (como os .303 British, 7,62×54mmR, 7,92×57mm Mauser, 7,7×58mm Arisaka, .30-06 Springfield ou 7,62×51mm NATO), mas ainda tem um comprimento maior que os cartuchos de pistola/arma de defesa pessoal. Como o recuo é reduzido significativamente em comparação com os cartuchos de fuzil de potência máxima, os rifles totalmente automáticos que disparam cartuchos intermediários são relativamente fáceis de controlar. No entanto, apesar de menos poderosas do que um cartucho de fuzil tradicional, as balísticas ainda são suficientes para um alcance efetivo de 300 metros (328 jardas) a 600 metros (656 jardas), que são as distâncias máximas nos combates modernos típicos. Isso permitiu o desenvolvimento do fuzil de assalto, uma arma de fogo seletivo que é mais compacta e mais leve que os fuzis que disparam cartuchos de potência máxima.

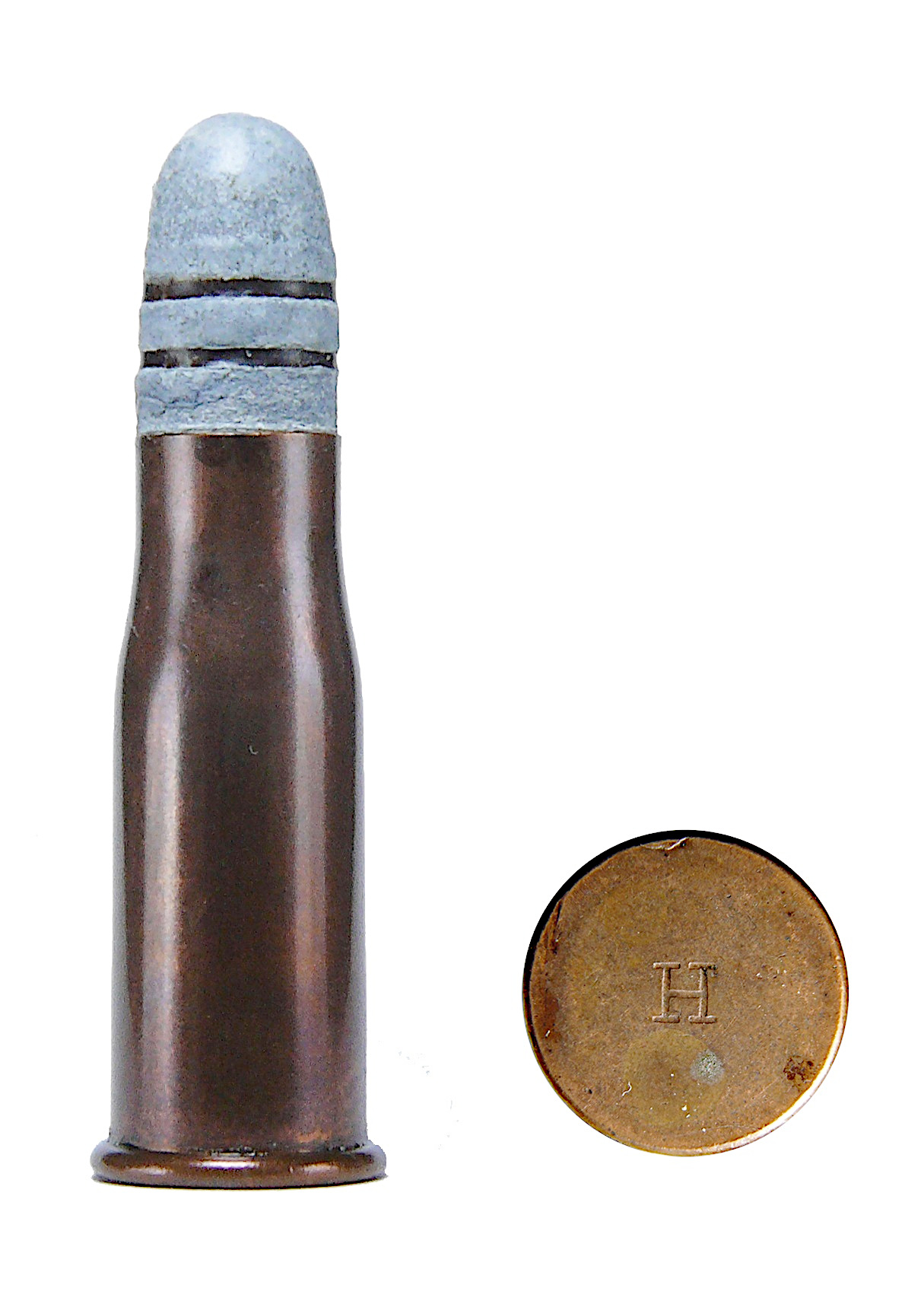
10.4x38mmR cartucho intermediário Fuzil Vetterli

O primeiro cartucho intermediário a ter amplo serviço foi o alemão 7,92×33mm Kurz usado no StG 44. Outros exemplos incluem o 7,62×39mm M43 soviético, usado primeiramente na carabina semi-automática SKS e no fuzil de assalto AK-47, e depois na série de fuzis de assalto AKM, utilizando o 5,45x39mm M74 introduzido junto com o fuzil de assalto AK-74 (substituindo oficialmente o AKM nas forças da linha de frente) e os chineses 5,8×42mm usados na série QBZ-95.